# Ronde du Pays basque
La Ronde du Pays basque est une course cycliste française organisée au mois de février autour de Saint-Jean-Pied-de-Port, dans le département des Pyrénées-Atlantiques. Elle fait partie d'une série d'épreuves organisées par l'Essor basque.

## Palmarès
| Année     | Vainqueur            | Deuxième             | Troisième                 |
| --------- | -------------------- | -------------------- | ------------------------- |
| 1984      | Michel Larpe         | René Bajan           | Bernard Pineau            |
| 1985      | Roland Le Clerc      | Laurent Pillon       | Frédéric Guédon           |
| 1986      | Pascal Andorra       | Laurent Landelle     | Dominique Le Bon          |
| 1987      | Éric Gibeaux         | Frédéric Gallerne    | Paweł Bartkowiak (pl)     |
| 1988      | Lawrence Roche       | Dominique Le Bon     | Philippe Lauraire         |
| 1989      | Pavel Tonkov         | Jean-Louis Hamon     | Viatcheslav Djavanian     |
| 1990      | Thomas Bay           | Gilles Mas           | Werner Nijboer            |
| 1991      | Didier Champion      | Gilles Eckert        | Iñaki Ayarzagüena (en)    |
| 1992      | Jon Odriozola        | Imanol Mugarza       | David Cook (en)           |
| 1993      | Christophe Lanxade   | Didier Virvaleix     | Rodolfo Meneghetti        |
| 1994      | Stéphane Pétilleau   | Pascal Galtier       | Pierre Diotel             |
| 1995      | Thierry Bricaud      | Stéphane Conan       | Éric Frutoso              |
| 1996      | Jean-Philippe Rouxel | Thierry Bricaud      | Pierre Elias              |
| 1997      | Stéphane Conan       | Hugues Ané           | Éric Frutoso              |
| 1998      | Bjarke Nielsen (nl)  | Frédéric Delalande   | Svein Gaute Hølestøl (no) |
| 1999      | Vincent Templier     | Jérôme Gannat        | Eddy Lembo                |
| 2000      | Laurent Paumier      | Gaël Perry           | Hugues Ané                |
| 2001      | Camille Bouquet      | Stéphane Pétilleau   | Samuel Gicquel            |
| 2002      | Éric Berthou         | Charles Guilbert     | Christophe Dupouey        |
| 2003-2005 | Pas de course        | Pas de course        | Pas de course             |
| 2006      | Charles Guilbert     | Sébastien Duret      | David Le Lay              |
| 2007      | Stéphane Bonsergent  | Giovanni Carini      | Florian Vachon            |
| 2008      | Vitaliy Buts         | Samuel Plouhinec     | Pierre Cazaux             |
| 2009      | Morgan Chedhomme     | Niels Brouzes        | Samuel Plouhinec          |
| 2010      | Julien Antomarchi    | Dmitry Samokhvalov   | Yannick Marié             |
| 2011      | Omar Fraile          | Émilien Viennet      | Thomas Lebas              |
| 2012,     | Dimitri Le Boulch    | Warren Barguil       | Petr Vakoč                |
| 2013      | Samuel Plouhinec     | Mickaël Larpe        | Simon Gouédard            |
| 2014      | Loïc Chetout         | Pierre Lebreton      | Jauffrey Betouigt-Suire   |
| 2015      | Vincent Colas        | Guillaume De Almeida | Thomas Girard             |
| 2016      | Samuel Plouhinec     | Mickaël Larpe        | Boris Orlhac              |
| 2017      | Romain Campistrous   | Bastien Duculty      | Yoann Paillot             |
| 2018,     | Clément Saint-Martin | Jérémy Bellicaud     | Matthieu Jeannès          |
| 2019      | Kévin Lebreton       | Florent Pereira      | Alexys Brunel             |
| 2020      | Louis Barré          | Florent Castellarnau | Léo Danès                 |
| 2021,     | Stefan Bennett       | Alexis Guérin        | Romain Campistrous        |
| 2022      | Romain Campistrous   | Jean-Louis Le Ny     | Harrison Wood             |
| 2023      | Ilan Larmet          | Stefan Bennett       | Oliver Knight             |
| 2024      | Jack Brough          | Jonas Geens          | Yohann Simon              |
| 2025      | Malo Stévant         | Stefan Bennett       | Antoine Trémoulet         |